# Emanuela Pierantozzi
Emanuela Pierantozzi, född den 22 augusti 1968 i Bologna, Italien, är en italiensk judoutövare.
Hon tog OS-silver i damernas mellanvikt i samband med de olympiska judotävlingarna 1992 i Barcelona.
Hon tog OS-brons i damernas halv tungvikt i samband med de olympiska judotävlingarna 2000 i Sydney.